# Michèle Le Dœuff
Michèle Le Dœuff (1948 - ) é uma filósofa feminista e dramaturga francesa. Considerada uma das feministas contemporâneas mais importantes, sua obra é uma crítica à tradição filosófica e ao tratamento dado às mulheres por esta filosofia.
O pensamento de Le Dœuff guia-se pela análise literária e filosófica intensa da Filosofia Empirista Inglesa, especialmente Francis Bacon.
Esta característica coloca Le Dœuff em uma posição incomum dentro da Filosofia Continental. 
A crítica ao Empirismo Inglês e às tradições analítica e continental da Filosofia destacam as formas fundamentais nas quais tanto a Filofofia tradicional
quanto o pensamento científico supõem um mundo onde as mulher são inferiores e incapazes de pensar analítica e racionalmente. 
Em obras como Recherches sur l'Imaginaire Philosophique, considerada uma obra clássica dentro da Filosofia feminista,Le Dœuff analisa a relação  misógina da alteridade dentro da filosofia que disseminou-se de forma generalizada e mítica: o imaginário filosófico cujas bases cognitivas são inexoravelmente irracionais e a-críticas nos escritos dos filósofos canônicos.

## Obras
- L'Étude et le rouet, Michèle Le Dœuff (1989) translated as Hipparchia's Choice: An Essay Concerning Women, Philosophy, Etc. by Trista Selous (1991)
- Le Sexe du savoir Michèle Le Dœuff (1998) translated as The Sex of Knowing by Kathryn Hamer and Lorraine Code(2003)
- Recherches sur l'imaginaire philosophique, Michèle Le Dœuff translated as The Philosophical Imaginary by Colin Gordon (1990)
- "Ants and Women, or Philosophy Without Borders" in Contemporary French Philosophy A. Phillips Griffiths (ed.)(1987)
- Michèle Le Doeuff: Operative Philosophy and Imaginary Practice, Max Deutscher (ed.) (2001)